# Dominique Tipper
Pour les articles homonymes, voir Tipper.
Dominique Tipper, qui chante aussi sous le nom de Miss Tipper, est une actrice, auteur-compositeur-interprète et danseuse britannique, originaire de Limehouse, à East London. Elle joue le rôle de l'ingénieure Naomi Nagata depuis 2015 dans la série télévisée de science-fiction de Syfy The Expanse,. Elle est d'ascendances britannique et dominicaine.

## Carrière

### Danseuse et musicienne
Jusqu'en 2012, Tipper est danseuse pour des groupes musicaux et des artistes. En tant que musicienne solo, elle a publié le single promotionnel Superstar, entre autres.

### Actrice
Enfant, Tipper est formée à la O'Farrell Stage and Theatre School et joue dans des spectacles au Hackney Empire. Elle est apparue en 2012 dans le film Fast Girls (en) et en 2014 dans le film Vampire Academy, et apparaît dans le thriller de science-fiction DxM.

## Filmographie

### Cinéma
- 2008 : Adulthood (en) (étudiante)
- 2012 : Fast Girls (en) (Sarah)
- 2014 : Vampire Academy (Gabriela)
- 2014 : Montana (en) (Mohawk)
- 2015 : MindGamers (en) (Maddie)
- 2016 : The Last Girl : Celle qui a tous les dons (Devani)
- 2016 : Les Animaux fantastiques (Auror)

### Télévision
- 2015 : Meurtres au paradis -  Épisode : Le Meurtre Parfait (Maz Shipley)
- 2015–2022 : The Expanse (Naomi Nagata, rôle principal)
- 2022 : Chasseurs de têtes : Kelly
- 2023 : Monarch: Legacy of Monsters - Épisodes 7 et 10 (Brenda Holland)
- 2024 : Testament: L'histoire de Moïse : Sephora